# Jani Lehtonen
Jani Valdemar Lehtonen (ur. 11 sierpnia 1968 w Mäntsälä, zm. 22 grudnia 2008 w Tampere) – fiński lekkoatleta.

## Lata młodości
Urodził się w sportowej rodzinie. W młodości trenował boks oraz narciarstwo.
Z zawodu był budowlańcem.

## Kariera
W 1992 wystartował na igrzyskach olimpijskich, na których zajął 14. miejsce w eliminacjach skoku o tyczce z wynikiem 5,50 m.
Jego trenerami byli Jukka Lehtonen (ojciec), Ilkka Pekkala i Aulis Kairento. Do 1982 reprezentował klub MäntsU (Mäntsälä Urheilijat), a później do końca kariery Keski-Uusimaan Urheilijat Tuusula.
Trzykrotny mistrz Finlandii w skoku o tyczce na świeżym powietrzu (1989, 1993 i 1994) i dwukrotny w hali (1992 i 1993).

## Koniec kariery i dalsze losy
W 1996 zakończył karierę z powodu powtarzających się urazów, a następnie został trenerem (przygotowywał Vesę Rantanena do igrzysk olimpijskich w 2004). Zmarł 22 grudnia 2008 w Tampere.

## Rekordy życiowe
- 60 m (hala) – 7,06 s ( Tampere, 31 stycznia 1991)[5]
- 100 m – 10,63 s ( Nurmijärvi, 22 lipca 1991)[5]
- 400 m – 50,54 s ( Kuortane, 12 września 1992)[5]
- skok o tyczce – 5,82 m ( Kuortane, 26 czerwca 1993), rekord Finlandii[9]
- skok o tyczce (hala) – 5,83 m ( Sztokholm, 8 marca 1994), rekord Finlandii[10]
- dziesięciobój – 6649 pkt ( Kuortane, 13 września 1992)[5]